# Chemillé-sur-Dême
 Chemillé-sur-Dême  es una población y comuna francesa, situada en la región de  Centro, departamento de Indre y Loira, en el distrito de Tours y cantón de Neuvy-le-Roi.

## Demografía
| 1 330 | 1 371 | 1 505 | 1 527 | 1 120 | 1 207 | 1 077 | 1 103 | 1 145 | 1 153 | 1 084 | 1 087 | 1 046 | 1 064 | 1 092 | 1 062 | 1 092 | 1 082 | 1 028 | 1 008 | 925 | 923 | 945 | 929 | 957 | 940 | 880 | 800 | 677 | 644 | 585 | 575 |
| Para los censos de 1962 a 1999 la población legal corresponde a la población sin duplicidades (Fuente: INSEE [Consultar]) |       |       |       |       |       |       |       |       |       |       |       |       |       |       |       |       |       |       |       |     |     |     |     |     |     |     |     |     |     |     |     |